# Champion 13

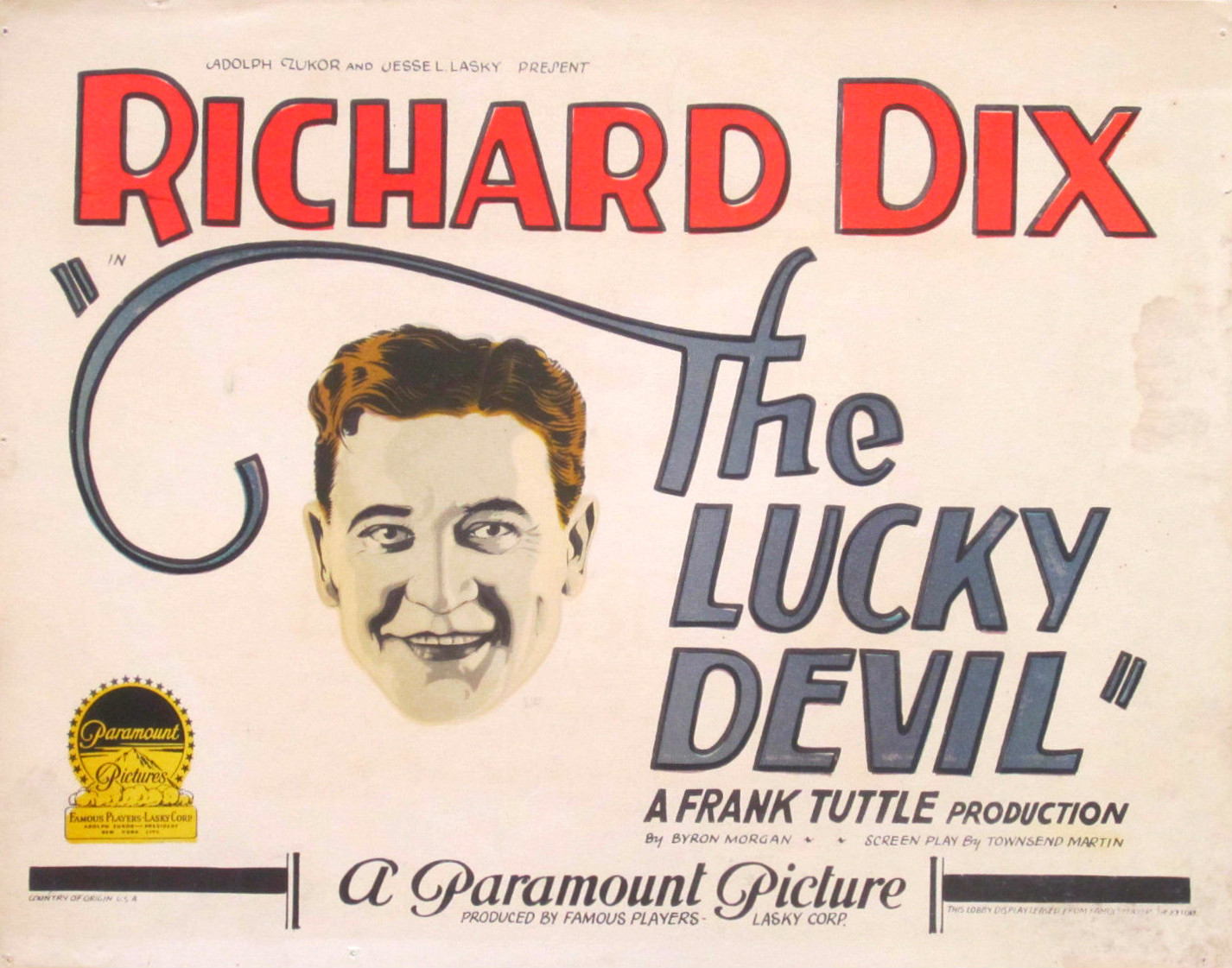
Carte promotionnelle du film.

Champion 13 (The Lucky Devil) est un film américain réalisé par Frank Tuttle, sorti en 1925.

## Synopsis

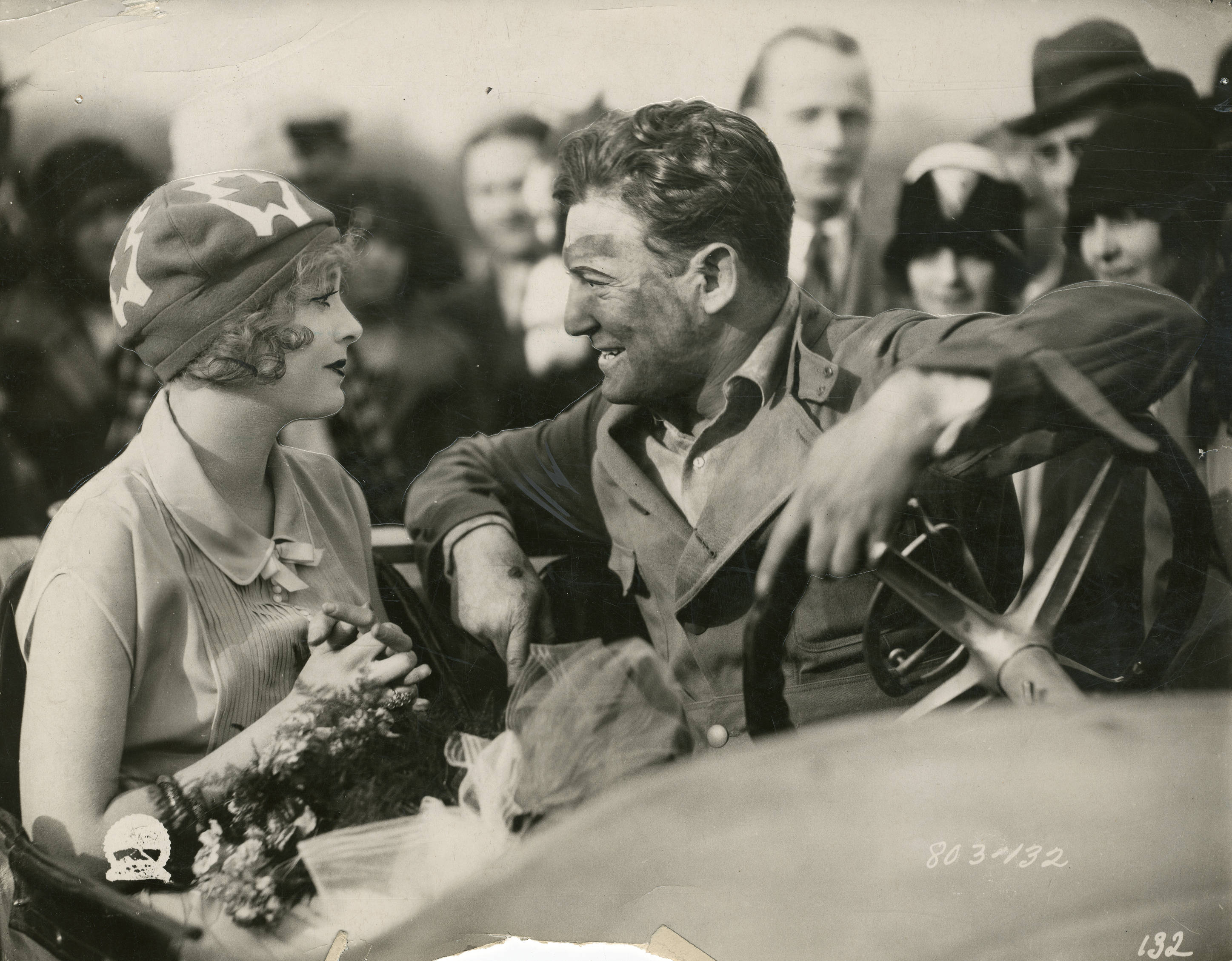
Scène extraite du film.

Randy Farman, vendeur d'articles de camping dans un grand magasin, gagne une voiture de course lors d'un tirage au sort et part pour l'Ouest. Il tombe en panne d'essence, perd tout son argent et tombe amoureux d'une fille appelée Doris, qui, accompagnée de sa tante, est en route pour Nampa pour y réclamer un héritage.

## Fiche technique
- Titre original : The Lucky Devil
- Réalisation : Frank Tuttle
- Scénario : Townsend Martin
- Production : Adolph Zukor, Jesse L. Lasky
- Photographie : Alvin Wyckoff
- Production : Famous Players-Lasky
- Distributeur : Paramount Pictures
- Durée : 63 minutes (6 bobines)[1]
- Dates de sortie : 
  - 13 juillet 1925 ( États-Unis)
  -  ? :  France

## Distribution
- Richard Dix : Bill Phelps
- Esther Ralston : Doris Kent

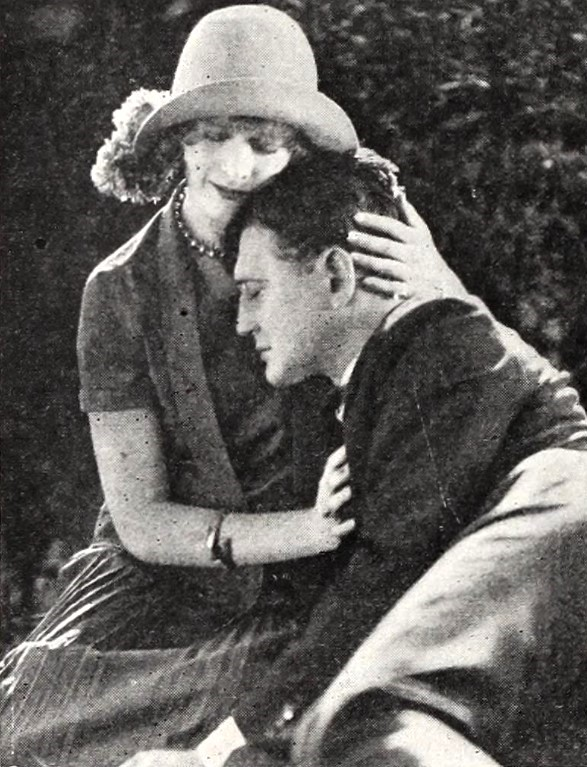
Richard Dix et Esther Ralston dans une scène du film.

- Edna May Oliver : tante Abbie Kent
- Tom Findley : Franklyne Sr.
- Anthony Jowitt : Rudolph Franklyne
- Joseph Burke : l'homme à vélo
- Mary Foy : Mrs. Hunt
- Edward "Gunboat" Smith : Sailor Sheldon
- Charles Sellon : the Constable
- Charles Hammond : Tobias Sedgmore
- Charles McDonald : Tom Barrity
- George Webb : "Frenchy" Roget
- Jack La Rue : a Prizefight Attendant